# Drum național 1 (Romania)
DN1 (in romeno Drum național 1) è una strada nazionale della Romania che collega Bucarest e Oradea.
La tratta Bucarest - Brașov della DN1 è spesso congestionata, in quanto rappresenta una via di accesso sia per gli aeroporti di Bucarest (Henri Coandă - Otopeni e Băneasa) sia per la valle Prahova, una nota destinazione turistica.
Nei tratti Bucarest-Brașov e Turda-Borş, sarà per lo più parallelo all'Autostrada A3 (autostrada della Transilvania) quando sarà completata, ma anche dell'autostrada A13 nel tratto Brașov-Sibiu, in parte dell'autostrada A1 nel tratto Sibiu-Sebeș, e dell'autostrada A10 nel tratto Sebeș-Turda sezione, che è tutta completata, riduce il traffico sulla DN1.
La sezione della DN1 nella zona nord di Bucarest è stata ammodernata nel 2005; ora ha tre corsie di traffico sulla direzione di andata, due nuove intersezioni presso l'aeroporto Henri Coanda e un ponte per Otopeni. Un moderno sistema radar CC-TV è stato installato sul tratto tra Bucarest e Sinaia per prevenire incidenti e velocità eccessive.

## Percorso
DN1 ha una rotta comune con la E60 tra Bucarest e Brașov e anche tra Turda e Borș, con la E68 tra Brașov e Sebeș, con la E79 tra Oradea e Borș, nonché con la E81 tra e Cluj-Napoca.
All'uscita dal paese (Borș), DN1 si collega alla strada nazionale 42 in Ungheria (continua E60 e E79).
Tra Veștem e Sebeș, DN1 ha un percorso comune con DN7.
Dall'uscita di Bucarest all'aeroporto Henri Coandă di Otopeni, DN1 ha 6 corsie, 3 corsie per senso di marcia; da Otopeni a Comarnic DN1 è 4 corsie, 2 per ogni senso. Analogamente, da Brașov a Codlea, da Vestem a Miercurea Sibiului, da Turda a Cluj-Napoca e da Oradea a Borș, DN1 ha due corsie per senso di marcia. Nel resto, ha solo una corsia per senso di marcia.

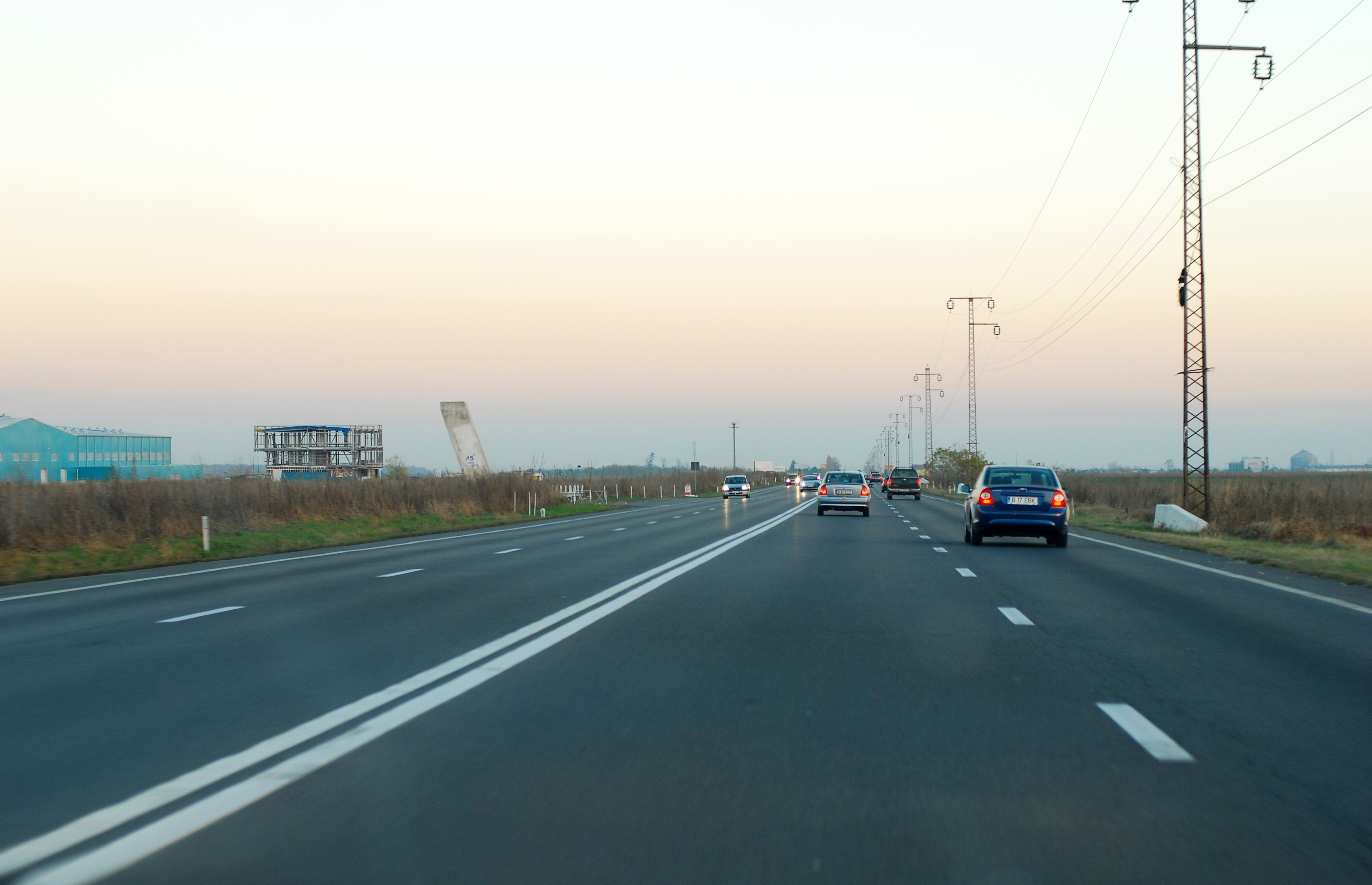
Strada DN1 (parte della strada europea E60) al terminale che segna 45 gradi di latitudine nord, nel distretto di Prahova, Romania

## Traffico
Ogni giorno, circa 53.000 veicoli corrono sull'uscita di Bucarest sulla DN1, mentre all'ingresso di Ploiesti ci sono circa 39.000 veicoli.

## Diramazioni e strade di collegamento
| CODICE STRADA NAZIONALE | LOCALITÀ ATTRAVERSATE |
| ----------------------- | --- |
| DN1                     | București - Otopeni - Ciolpani - Ploiești - Băicoi - Câmpina - Breaza - Comarnic - Sinaia - Bușteni - Azuga - Predeal - Săcele - Brașov - Ghimbav - Codlea - Șercaia - Făgăraș - Cârțișoara - Avrig - Sibiu - Săliște - Miercurea Sibiului - Sebeș - Alba Iulia - Teiuș - Aiud - Turda - Cluj-Napoca - Huedin - Aleșd - Oradea - Borș |
| DN1A                    | București - Buftea - Ploiești - Boldești-Scăeni - Vălenii de Munte - Măneciu-Ungureni - Cheia - Săcele |
| DN1B                    | Ploiești - Albești-Paleologu - Mizil - Buzău |
| DN1C                    | Cluj Napoca - Apahida - Gherla - Dej - Baia Mare - Seini - Livada - Halmeu |
| DN1D                    | Urziceni - Albești-Paleologu |
| DN1E                    | Brașov - Poiana Brașov - Râșnov |
| DN1F                    | Cluj-Napoca - Zimbor - Sânmihaiu Almașului - Zalău - Hereclean - Supuru de Sus - Tășnad - Carei - Urziceni |
| DN1G                    | Huedin - Zimbor - Sânmihaiu Almașului - Tihău |
| DN1H                    | Aleșd - Nușfalău - Șimleu Silvaniei - Hereclean - Zalău - Jibou - Tihău - Răstoci |
| DN1J                    | Căpușu Mare - Nădășelu |
| DNVO1K                  | Opzione bypass di Brașov |
| DN1L                    | Ciolpani - Snagov |
| DN1N                    | Vâlcele - Sub Coastă (settore della Cintura di Vâlcele - Apahida) |
| DN1P                    | Uileacu de Criș - DN19E |
| DN1R                    | Huedin - Beliș - Albac |
| DN1S                    | Șercaia - Hoghiz |
| DN1T                    | Mirșid - Moigrad-Porolissum |
| DN10                    | Hărman - Întorsura Buzăului - Nehoiu - Pătârlagele - Buzău |
| DN11                    | Brașov - Hărman - Chichiș - Târgu Secuiesc - Onești - Bacău |
| DN11A                   | Onești - Adjud - Bârlad |
| DN11B                   | Târgu Secuiesc - Cozmeni |
| DN11C                   | Târgu Secuiesc - Turia - Băile Bálványos - Bixad |
| DN12                    | Chichiș - Sfântu Gheorghe - Băile Tușnad - Miercurea Ciuc - Gheorgheni - Toplița |
| DN12A                   | Miercurea Ciuc - Comănești - Dărmănești - Târgu Ocna - Onești |
| DN12B                   | Târgu Ocna - Slănic-Moldova |
| DN12C                   | Gheorgheni - Bicaz |
| DN13                    | Brașov - Feldioara - Rupea - Vânători - Sighișoara - Bălăușeri - Târgu Mureș |
| DN13A                   | Bălăușeri - Sângeorgiu de Pădure - Sovata - Praid - Bisericani - Odorheiu Secuiesc - Vlăhița - Miercurea Ciuc |
| DN13B                   | Praid - Gheorgheni |
| DN13C                   | Bisericani - Cristuru Secuiesc - Vânători |
| DN13D                   | Sovata - Săcădat |
| DN13E                   | Feldioara - Sfântu Gheorghe - Covasna - Întorsura Buzăului |
| DN14                    | Sighișoara - Dumbrăveni - Mediaș - Copșa Mică - Sibiu |
| DN14A                   | Mediaș - Târnăveni - Iernut |
| DN14B                   | Copșa Mică - Blaj - Teiuș |
| DN15                    | Turda - Câmpia Turzii - Luduș - Iernut - Ungheni - Târgu Mureș - Reghin - Toplița - Borsec - Poiana Largului - Bicaz - Piatra Neamț - Roznov - Buhuși - Bacău |
| DN15A                   | Sărățel - Breaza |
| DN15B                   | Poiana Largului - Târgu Neamț - Cristești |
| DN15C                   | Piatra Neamț - Bălăușeri - Săcălușești - Târgu Neamț - Vadu Moldovei |
| DN15D                   | Piatra Neamț - Roman - Negrești - Vaslui |
| DN15E                   | Satu Nou - Târgu Mureș |
| DN15F                   | Săcălușești - Mănăstirea Agapia |
| DN15G                   | Bălăușeri - Mănăstirea Văratec |
| DN16                    | Apahida - Satu Nou - Breaza |
| DN17                    | Dej - Beclean - Sărățel - Bistrița - Vatra Dornei - Iacobeni - Câmpulung-Moldovenesc - Frasin - Gura Humorului - Păltinoasa - Suceava |
| DN17A                   | Câmpulung-Moldovenesc - Marginea - Rădăuți - Bălcăuți |
| DN17B                   | Vatra Dornei - Broșteni - Roșeni |
| DN17C                   | Bistrița - Năsăud - Salva - Moisei |
| DN17D                   | Beclean - Salva - Năsăud - Sângeorz-Băi - Șanț - Fluturica (DN 18)(8 km a ovest di Cârlibaba) |
| DN18                    | Baia Mare - Baia Sprie - Mara - Sighetu Marmației - Petrova - Vișeu de Sus - Moisei - Borșa - Cârlibaba - Iacobeni |
| DN18A                   | Borșa - Băile Borșa |
| DN18B                   | Baia Mare - Târgu Lăpuș - Cășeiu |
| DN19                    | Oradea - Biharia - Săcueni - Valea lui Mihai - Carei - Satu Mare - Livada - Negrești-Oaș - Sighetu Marmației |
| DN19A                   | Supuru de Sus - Ardud - Satu Mare - Petea |
| DN19B                   | Săcueni - Marghita - Chiribiș - Nușfalău |
| DN19C                   | Valea lui Mihai - confine con l'Ungheria |
| DN19D                   | Săcueni - confine con l'Ungheria |
| DN19E                   | Biharia - Chiribiș |
| DN19F                   | Satu Mare - Apa |